# Phyllastrephus alfredi
El bulbul de Alfred (Phyllastrephus alfredi) es una especie de ave paseriforme de la familia Pycnonotidae propia del África oriental. Se encuentra en el suroeste de Tanzania, el noreste de Zambia y norte de Malawi.  Anteriormente se consideraba una subespecie del bulbul listado (Phyllastrephus flavostriatus).